# Hoffmannseggia eremophila
Hoffmannseggia eremophila är en ärtväxtart som först beskrevs av Rodolfo Amando Philippi, och fick sitt nu gällande namn av Ulibarri. Hoffmannseggia eremophila ingår i släktet Hoffmannseggia och familjen ärtväxter. Inga underarter finns listade i Catalogue of Life.